# LUAZ

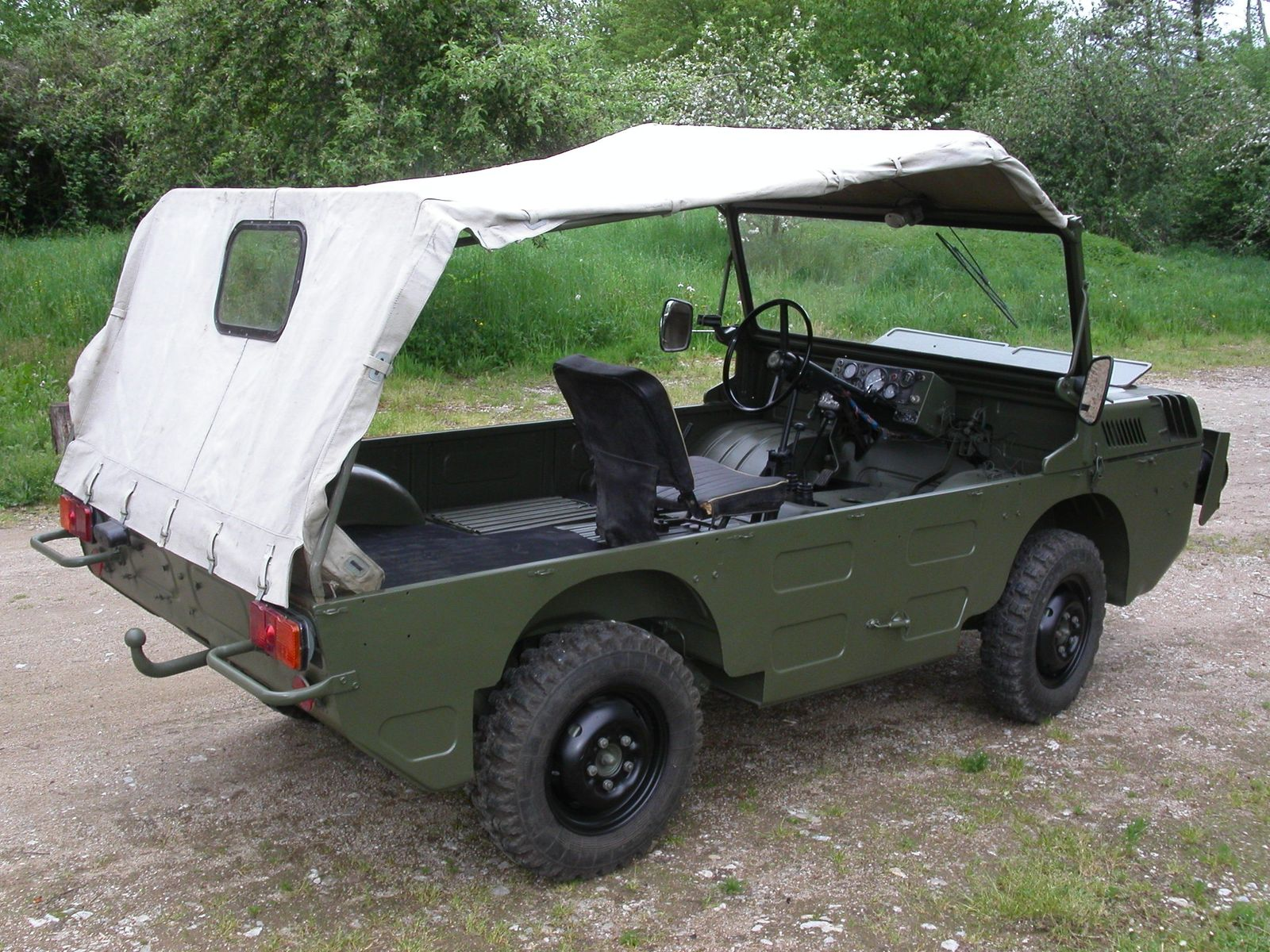
Una LuAZ 967

La LUAZ (in ucraino ЛуАЗ?, abbreviazione di Луцький автоскладальний завод trasl. Luc'kyj avtoskladal'nyj zavod) è una casa automobilistica ucraina sita nella città di Luc'k, fondata nel 1955 e acquisita nel 2000 in seguito a bancarotta dal gruppo Bogdan. La casa automobilistica ha cambiato negli anni 3 nomi:
- 1955-1959: LARZ (ЛАРЗ), ovvero Azienda di autoriparazioni di Luc'k (in ucraino Луцький авторемонтний завод?, Luc'kyj avtoremontnyj zavod)
- 1959-1967: LUMZ (ЛуМЗ), ovvero Azienda di fabbricazione macchine di Luc'k (in ucraino Луцький машинобудівний завод?, Luc'kyj mašynobudivnyj zavod)
- 1967-2006: LUAZ (ЛуАЗ), ovvero Azienda di fabbricazione automobili di Luc'k (in ucraino Луцький автомобільний завод?, Luc'kyj avtomobil'nyj zavod)

La casa era specializzata soprattutto in veicoli da fuoristrada e in veicoli anfibi ma, dopo l'acquisizione, il marchio non è più in uso dal 2006 e lo stabilimento di Luc'k è stato destinato alla produzione di vetture su licenza Kia Motors e Hyundai Motor Company.

## Elenco veicoli

### LUMZ
- LUMZ-827
- LUMZ-853
- LUMZ-890
- LUMZ-890B

- LUMZ-943
- LUMZ-944
- LUMZ-945
- LUMZ-946

- LUMZ-948
- LUMZ-949
- LUMZ-969В

### LUAZ
- LUAZ-967
- LUAZ-967А
- LUAZ-967М
- LUAZ-967МP
- LUAZ-969
- LUAZ-969А
- LUAZ-969V
- LUAZ-969М

- LUAZ-969F
- LUAZ-1301
- LUAZ-13019
- LUAZ-1301-08
- LUAZ-1301R
- LUAZ-1302
- LUAZ-1302-02
- LUAZ-1302-05 «Форос»

- LUAZ-13021
- LUAZ-13021-03
- LUAZ-13021-04
- LUAZ-13021-07
- LUAZ-13021-08
- LUAZ-RSЗО
- LUAZ-2403

## Prototipi e modelli non di serie
- LUAZ-970
- LUAZ-1901 «Геолог» (Geologo)
- LUAZ-2320

- LUAZ-23021
- LUAZ-3720
- LUAZ Proto

- ГОСНІТІ-2

## Rimorchi
- LUMZ-825

- LUMZ-853Б

- LUAZ-8930